# IC 3490
IC 3490 ist eine Zwerggalaxie vom Hubble-Typ dE? im Sternbild Jungfrau am Nordsternhimmel. Sie ist schätzungsweise 61 Millionen Lichtjahre von der Milchstraße entfernt.
Das Objekt wurde am 10. Mai 1904 von Royal Harwood Frost entdeckt.